# Windows Home Server 2011
A Windows Home Server 2011 a Microsoft otthoni és kisvállalati környezetbe szánt szerveroldali operációs rendszere. A Vail kódnevű szoftver 2011. április 6-án jelent meg. Ez a Windows Home Server-termékvonal utolsó tagja; utódja a Windows Server 2012 Essentials.
A Windows Server 2008 R2-n alapuló rendszerhez x86-64 architektúrájú processzorra van szükség (elődje az IA-32-t is támogatja). A felépítést érintő változtatások miatt az elődről való teljes körű átállás nem lehetséges.

## Funkciók
Az újítások között megtalálható az alkalmazásbolt és a webalapú médialejátszási képesség is.
Mary Jo Foley szerint a Microsoft a termékvonalat a Windows Media Centerrel vonná össze; Todd Headrick, a vállalat szoftvertervezője szerint ezt „majd az idő eldönti”. A béta verzió megjelenésekor világossá vált, hogy nem tervezik az összevonást.

### A Drive Extender eltávolítása
2010. november 23-án bejelentették, hogy a redundáns adatmentést támogató Drive Extender funkciót eltávolítják. A döntés a felhasználók „megdöbbenését és felháborodását” váltotta ki; a funkció többek szerint a rendszer fő vonzereje volt. Michael Leworthy fejlesztő szerint a Drive Extender használata lemezhibákat okozhat. Eltávolítását követően több hasonló funkcionalitású szoftver (például Drive Bender és DrivePool) is megjelent.

## Hardver
| CPU     | x86-64 architektúrájú 1,3 GHz-es kétmagos, vagy 1,4 GHz-es egymagos |
| RAM     | 2 GB (maximum 8 GB támogatott)                                      |
| Tárhely | 160 GB                                                              |

## Fordítás
- Ez a szócikk részben vagy egészben  a   Windows Home Server 2011 című angol Wikipédia-szócikk ezen változatának fordításán alapul.  Az eredeti cikk szerkesztőit annak laptörténete sorolja fel. Ez a jelzés csupán a megfogalmazás eredetét és a szerzői jogokat jelzi, nem szolgál a cikkben szereplő információk forrásmegjelöléseként.